# ヤス・マリーナ・サーキット
ヤス・マリーナ・サーキット（Yas Marina Circuit）は、アラブ首長国連邦の首長国、アブダビ首長国のヤス島にあるモータースポーツのサーキット。

## 概要
サーキットの建設はアルダー・プロパティズが行っている大規模なリゾート開発計画の一環として行われた。設計者はヘルマン・ティルケ。当初はコースの一部にマリーナ沿いの公道を使用する予定であったが、この計画は廃止されて完全なトラック型のサーキットを建設することとなった。ピットレーンは、入口では右へ分流し、ストレート右側にピットが配置されているが、その後サーキット本線の地下を通り、合流は左からという特異な構造になっている。7コーナーのヘアピン観客席の向こうには、屋内テーマパーク「フェラーリ・ワールド」の巨大な屋根があり、ターン18から19にかけては、隣接するヤス・マリーナ・ホテルの建物の下を通過するというユニークな設計となっている。
コースレイアウトの点では、約1.2kmのバックストレートも大きな特徴であり、これは2009年にF1のレースが行われたコースの中では最長である。但しバックストレートの長さに関しては、ベトナムGPの「ハノイ市街地コース」における1.5キロ区間の設計により最長は更新されるはずだったが、ベトナムGPが中止となったため、結果的に同コースが最長の記録を維持する形となった。だが、セクター2の高速区間に比べ、セクター3は低速コーナーが延々と続く区間なため、F1マシンでの平均時速は2020年まで200kmほどであった。これは低速サーキットとして名高いハンガロリンクと同等である。
2009年完成時の全長は5.554kmでコーナー数は21となっており、後述の理由により、何度かコースレイアウトの変更は企図されたものの、実施されぬまま開催が続いていた。だが、2021年6月にコースレイアウトの変更の改修工事の実施が決定。ターン7のシケインの廃止と複数個所のコーナーの形状変更が実施された。これにより、2021年からは全長は5.281kmへ短縮され、コーナー数も16へ変更されたため、平均速度は向上し、高速寄りのサーキットへ変貌。2019年のコースレコードのタイムをフリー走行1回目の段階で10秒以上短縮される結果となった。

2009年から2020年の間のコースレイアウト（全長5.554km）
2021年からのコースレイアウト（全長5.281km）

新素材の衝撃吸収材が使用されているため、近年完成したサーキットの中ではランオフが非常に狭いのも特徴である。そのため全体的にスタンドと客席が近くコンパクトな形になっている。ランオフ部分のターマックはポール・リカール・サーキット同様、黒と水色のストライプ模様の舗装となっている。また、選択式シケインやショートカットルートが多数配置されており、あらゆるレイアウトを利用する事ができる。
F1の開催は2007年のアブダビF1フェスティバルの中で発表され、2009年のF1世界選手権の最終戦としてアブダビグランプリが現地時間の午後5時スタートという世界初のトワイライトレースとして行われた。中東地域で行われるのはバーレーンGPに次いで2箇所目となる。トワイライトレース用として、コース全域に照明設備が設置されている。
2024年4月、世界初の自動運転車による本格的なサーキットレース（ロボットカーレース）として『ABU DHABI AUTONOMOUS RACING LEAGUE』（A2RL）が開催された。4月27日に行われた決勝では、ミュンヘン工科大学（TUM）チームがレースを制している。

## 評価
2本のロングストレートを備えているにもかかわらず、オーバーテイクが難しいサーキットのひとつと言われる。2010年アブダビGPではチャンピオン決定戦として注目されながら、バトルシーンの少ない行列レースに終始して不興を買った。2011年に向けてコースレイアウトの変更も検討されたが、DRSの導入によりオーバーテイクが容易になったため見送られた。しかし、2つのDRSゾーンが連続しているため、2つめのストレートでオーバーテイクをし返されてしまうシーンやDRSなしではオーバーテイクは困難なこともあり、この印象が先行して「つまらない」との批判も少なくない。

## 立地
アブダビ郊外のヤス島内のヤス・マリーナ地域にあり、アブダビ市内からタクシーで20-30分程度、ザイード国際空港からタクシーで15分程度でアクセスできる。サーキット内にヤス・マリーナ・ホテルやマリーナ、ヘリポートがあるほか、徒歩圏内に数件の大型ホテルがあり、これらのホテルとヤス島内のショッピング・モール、フェラーリ・ワールドなどの間を無料循環バスが結んでいる。

## 施設など
レース開催時以外は、フォーミュラカーやアストンマーティン、シボレー・カマロなどをレンタルしコースを走行できるプログラムが提供されている。